# ستورافان

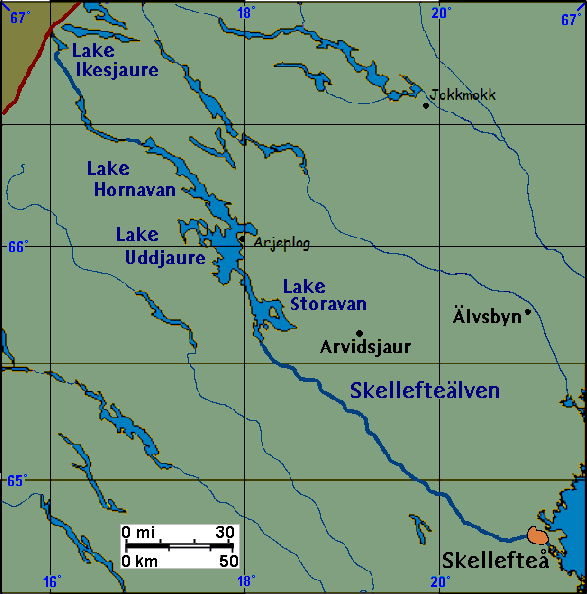
خريطة توضح فيها موقع بحيرة ستورافان

ستورافان (بالسويدية: Storavan) وهي بحيرة تقع في محافظة نوربوتن بمقاطعة لابلاند شمال السويد تبلغ مساحة بحيرة ستورافان حوالي 172 كيلومتر مربع وترتفع حوالي 421 مترا فوق مستوى سطح البحر ويبلغ أقصى عمق لبحيرة ستورافان حوالي 21 مترا.